# Ḃ
La letra Ḃ es una variante modificada de la letra "B" en el alfabeto latino, que lleva un acento agudo. La letra puede ser empleada para representar una variante fonética en ciertos sistemas de transcripción, indicando una pronunciación especial o diferenciada de la letra "B". En lenguas como el irlandés, puede usarse como parte de un proceso de lenición.

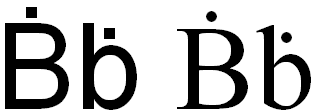
Letra B con punto encima, En diferentes tipografías digitales

## Codificación
| Carácter     | Ḃ                                     | Ḃ                                     | ḃ                                           | ḃ                                           |
| ------------ | ------------------------------------- | ------------------------------------- | ------------------------------------------- | ------------------------------------------- |
| Unicode      | latin capital letter b with dot above | latin capital letter b with dot above | latin small capital letter b with dot above | latin small capital letter b with dot above |
| Codificacion | decimal                               | hex                                   | decimal                                     | hex                                         |
| Unicode      | 7682                                  | U+1E02                                | 7682                                        | U+1E03                                      |
| UTF-8        | 7682                                  | 0x1E02                                | 7682                                        | 0x1E03                                      |
| Ref.Numerica | &#7682;                               | &#x1EA0;                              | &#7683;                                     | &#x1EA1;                                    |